# 哈尔滨都市圈环线高速公路
哈尔滨都市圈环线高速公路，中国国家高速公路网编号为G9901，起点位于哈尔滨市双城区，途径松北区、呼兰区、阿城区，终点回到双城区，构成环线，由西南环、北环及吉黑高速公路山河至哈尔滨段组成。